# Gobulus birdsongi
Gobulus birdsongi är en fiskart som beskrevs av Douglass Fielding Hoese och Felix Maximilian Reader 2001. Gobulus birdsongi ingår i släktet Gobulus och familjen smörbultsfiskar. IUCN kategoriserar arten globalt som akut hotad. Inga underarter finns listade i Catalogue of Life.